# Petr Tomašák
Petr Tomašák (Ostrava, 20 febbraio 1986) è un calciatore ceco, centrocampista del FC Hradec Králové.

## Carriera

### Club
Ha giocato nella prima divisione ceca.

### Nazionale
Ha giocato nelle nazionali giovanili ceche Under-19 ed Under-21.